# توکانچه طوق‌طلایی
توکانچه طوق‌طلایی(نام علمی: Selenidera reinwardtii) نام یک گونه از سرده توکانچه‌های دورنگی است.